# Himantolophus borealis
Himantolophus borealis är en fiskart som beskrevs av Kharin, 1984. Himantolophus borealis ingår i släktet Himantolophus och familjen Himantolophidae. Inga underarter finns listade i Catalogue of Life.